# Tom Pickett
Thomas Augustus "Tom" Pickett, född 14 augusti 1906 i Falls County i Texas, död 7 juni 1980 i Leesburg i Florida, var en amerikansk politiker (demokrat). Han var ledamot av USA:s representanthus 1945–1952.
Pickett efterträdde 1945 Nat Patton som kongressledamot. Han avgick 1952.